# The Tomorrow War
The Tomorrow War ist ein Science-Fiction- und Actionfilm von Chris McKay, der am 2. Juli 2021 weltweit in das Programm von Prime Video aufgenommen wurde.

## Handlung
Im Jahr 2022 wird die Menschheit von Soldaten aus der Zukunft, aus dem Jahr 2051, besucht. Die Soldaten berichten, dass die Erde von außerirdischen Wesen angegriffen wird, den Whitespikes. Die Menschen des Jahres 2051 haben daher ein Wurmloch geschaffen, um eine Verbindung zum Jahr 2022 herzustellen. So kann man diesen Zeitabstand in beide Richtungen bereisen, wobei sich beide „Enden“ des Wurmlochs vorwärts in der Zeit bewegen.
Die Staaten des Jahres 2022 helfen, indem sie zunächst ihre Armeen schicken. Als diese jedoch größtenteils nicht zurückkehren, werden Zivilisten zwangsrekrutiert. Diese müssen für genau eine Woche in die Zukunft reisen, um dort zu kämpfen. Eingezogen werden nur Bürger, die zwischen 2022 und 2051 sterben werden, um keine Paradoxien zu schaffen. Die Rekruten erhalten Module, die in ständiger Kommunikation mit dem Wurmlochapparat sicherstellen, dass der Rücktransport automatisch und ohne weiteres Zutun des Trägers erfolgt. Die Träger haben keine Möglichkeit, den Rücktransport zu beschleunigen oder zu verzögern. Von den Missionen kehren nur 30 % lebend zurück, zumeist stark traumatisiert. Weil den Menschen der Zukunft nicht viel Zeit bleibt, werden die Bürger unvorbereitet entsandt. Die Bürger erhalten auch keine Informationen über das Aussehen der Monster, weil dieses Wissen zu erhöhten Desertationen führen könnte.
Der Protagonist ist Dan Forester, ein Biologielehrer und Irakkriegsveteran. Weil er eigentlich wissenschaftlich arbeiten möchte, ist er mit seiner beruflichen Situation unzufrieden. Seine kleine Tochter Muri und seine Frau, die als Traumaspezialistin arbeitet, trösten ihn, wenn seine Bewerbungen scheitern. Plötzlich wird Dan zum Militärdienst in der Zukunft einberufen: Er werde im Jahr 2030 ohnehin sterben, wie er erfährt. Dan überlegt auf Bitten seiner Frau zunächst, mit Hilfe seines ihm entfremdeten Vaters unterzutauchen, entscheidet sich aber schließlich zum Dienst und verabschiedet sich von seiner Familie.
Während Dans Zeitsprung geht etwas schief und sie landen an einem anderen Ort als dem geplanten in der Zukunft. Da sie in der Luft über Hochhäusern erscheinen, stirbt der Großteil, und Dan und einige andere überleben nur, weil sie in einen Dachpool stürzen. In einer Rettungsmission versuchen sie, unter Anweisung eines weiblichen Colonels, das Forschungsteam in einem nahe gelegenen Labor zu retten, kommen jedoch zu spät und können nur einige Ampullen eines Toxins sicherstellen. Die Einsatzleitung beginnt mit einem Bombardement der gesamten Stadt. Neben Dan überleben nur zwei weitere Gruppenmitglieder.
Sie lernen eine beinahe menschenleere Welt kennen, in der nur noch etwa 500.000 Menschen leben. Der Colonel stellt sich als Dans Tochter Muri heraus. Sie ist außerdem leitende Wissenschaftlerin hinter der Entwicklung des Toxins.
Von ihr erfährt er, dass er in ihrer Vergangenheit die Familie verlassen hatte, da er mit seinem Leben, vor allem seiner Arbeit, nicht zufrieden war. Schließlich ist er am 16. Geburtstag seiner Tochter infolge eines Autounfalls gestorben. Diese Schilderung lässt Dan nachdenklich zurück; er erkennt hierin ein Verhalten, das er selbst wiederum jahrelang seinem Vater vorgeworfen und diesem nie verziehen hat.
Bei dem Toxin handelt es sich um ein Mittel gegen die männlichen Monster, es wirkt jedoch nicht gegen die selteneren, aber gefährlicheren Weibchen. Dan hilft Muri und ihrem Team, ein Weibchen zu fangen, welches benötigt wird, um ein neues Toxin zu entwickeln, das auch gegen Weibchen wirkt. Die männlichen Monster – bestrebt, das für sie kostbare Weibchen zu retten – überrennen die letzte Bastion der Menschen, just als Dans Einsatzwoche vorbei ist. Dan wird mit einer Probe des Toxins planmäßig automatisch wieder ins Jahr 2022 transportiert, während seine Tochter in der Zukunft zurückbleibt und unmittelbar nach dem Transport getötet und die Wurmlochanlage von den Whitespikes zerstört wird.
In der Gegenwart sind die Menschen verzweifelt, weil die Opfer scheinbar umsonst waren und von der künftigen Vernichtung der Menschheit auszugehen ist. Ein Austausch mit den Menschen aus der Zukunft ist nicht mehr möglich. Es kommt zu weltweiten Unruhen, die unabhängig von der Bedrohung durch die Invasoren schon zur Katastrophe führen können. Dank seiner Frau und einem seiner Schüler entwickelt Dan folgende Theorie: Da die Menschen in der Zukunft kein Raumschiff entdeckt haben, mit dem die Monster gekommen sind, müssen diese bereits früher auf der Erde gewesen sein. Durch vulkanische Sedimente an einer erbeuteten Whitespike-Kralle ergeben sich Hinweise, dass sie sich seit der Zeit der Eruption des Paektusan im Jahr 946 unter dem Eis in Nordrussland befunden haben und erst durch das fortschreitende Schmelzen der Polkappen an die Oberfläche gelangten. Weil Dan und seine Mitstreiter, darunter sein Vater, nicht ernst genommen werden, reisen sie mit einem Vorrat des neuen, wirksameren Toxins auf eigene Faust nach Russland, wo die Monster in der Zukunft zuerst gesichtet wurden.
In einer Gletscherhöhle entdecken sie die Reste eines Raumschiffs und Stasiskammern mit Monstern. Dan und seine Mitstreiter vermuten, dass Außerirdische, die eigentlich zu einem anderen Planeten unterwegs waren, auf der Erde gestrandet sind. Die Monster seien deren Instrument, um einen Planeten zu entvölkern und dann zu besiedeln. Die Gruppe verwirft den Gedanken, die Weltöffentlichkeit zu informieren, da die UNO nur diskutieren würde, bis die Menschheit ausgelöscht sei. Stattdessen machen sie sich selbst daran, die Monster mit dem Toxin zu töten. Einige der Whitespikes erwachen dabei aus ihrer Stasis und es kommt zu einem letzten Kampf, in dem der Großteil von Dans Truppe getötet wird und ein Whitespike-Weibchen entkommen kann. Dan und sein Vater stellen schließlich auch dieses Weibchen und töten es nach einem kurzen, dramatischen Kampf.
Am Ende des Films ist Dan wieder mit seiner Familie vereinigt. Dazu gehört auch der Vater, mit dem Dan sich versöhnt hat.

## Produktion
Regie führte Chris McKay, das Drehbuch schrieb Zach Dean.
Kreaturen-Designer Ken Barthelmey designte die Aliens namens White Spikes für den Film.
Die Filmmusik komponierte Lorne Balfe. Das Soundtrack-Album mit insgesamt 20 Musikstücken wurde am 2. Juli 2021 von Milan Records als Download veröffentlicht.
Der erste Trailer wurde Ende April 2021 vorgestellt. Nach einem zuletzt geplanten Kinostart in Deutschland am 22. Juli 2021 und am darauffolgenden Tag in den USA wurde der Film am 2. Juli 2021 weltweit in über 240 Ländern beziehungsweise Territorien in das Programm von Amazon Prime Video aufgenommen.

## Rezeption

### Kritiken
Insgesamt stieß der Film bei den Kritikern auf geteiltes Echo. So konnte er nur 52 % der 201 von Rotten Tomatoes ausgewerteten Kritiken überzeugen, mit einer durchschnittlichen Bewertung von 6,6 von 10 möglichen Punkten.
Bei Filmstarts wird die Frage nach Logikfehlern gestellt und die Schlüssigkeit des Scripts von Zach Dean angezweifelt. Des Weiteren schreibt die Filmstarts-Redaktion, „das sehr gelungene Kreaturen-Design sowie der natürliche Charme von Chris Pratt sorgen trotz Logiklöchern der Größe Grönlands dennoch für knapp zweieinhalb Stunden solide Streaming-Ablenkung.“ Weiter heißt es: „‚The Tomorrow War‘ ist in seiner Anlage auch ein Gedankenexperiment über die Ethik von Opfern in der Gegenwart für das Wohl in der Zukunft – und damit quasi eine Eins-zu-Eins-Metapher für den Kampf gegen den Klimawandel.“

### Auszeichnungen
People’s Choice Awards 2021
- Nominierung als Movie of the Year
- Nominierung als Actionfilm des Jahres
- Nominierung als männlicher Filmstar des Jahres (Chris Pratt)
- Nominierung als Action Movie Star of the Year (Chris Pratt)[12]

Satellite Awards 2021
- Nominierung für die Besten Visuellen Effekte[13]

VES Awards 2022
- Nominierung in der Kategorie Special Effects in a Photoreal Project[14]

## Fortsetzung
Im Juli 2021 wurde bekannt, dass eine Fortsetzung geplant ist. Hiernach sollen neben Regisseur Chris McKay und Drehbuchautor Zach Dean auch Chris Pratt, Yvonne Strahovski, Sam Richardson, Betty Gilpin, Edwin Hodge und J. K. Simmons wieder mit an Bord sein.

## Synchronisation
Die deutsche Synchronisation entstand nach einem Dialogbuch von Tobias Neumann und unter der Dialogregie von Björn Schalla im Auftrag der Arena Synchron GmbH, Berlin.
| Darsteller        | Synchronsprecher   | Rolle                              |
| ----------------- | ------------------ | ---------------------------------- |
| Chris Pratt       | Leonhard Mahlich   | Dan Forester                       |
| Yvonne Strahovski | Berenice Weichert  | Romeo Command / Col. Muri Forester |
| J. K. Simmons     | Douglas Welbat     | James Forester                     |
| Betty Gilpin      | Mareile Moeller    | Emmy Forester                      |
| Sam Richardson    | Tobias Schmidt     | Charlie                            |
| David Maldonado   | Frank Röth         | Dodd                               |
| Edwin Hodge       | Martin Kautz       | Dorian                             |
| Gissette Valentin | Birte Baumgardt    | Einberufungs-Officer Dean          |
| Joshua Israel     | Oscar Räuker       | Jayden                             |
| Ashlyn Moore      | Jenny Löffler      | Katie                              |
| Jasmine Mathews   | Maximiliane Häcke  | Lieutenant Hart                    |
| Chibuikem Uche    | Sebastian Kluckert | Lt. Ikemba                         |
| Alan Trong        | Julian Tennstedt   | Lt. Tran                           |
| Keith Powers      | Tim Knauer         | Major Greenwood                    |
| Terrence Smith    | Tobias Diakow      | MEPS Technik-Officer Sam           |
|                   | Björn Schalla      | Stimme am Telefon                  |